# Divukraj
Divukraj (v anglickém vydání Everdell) je desková hra pro 1−4 hráče, která vyšla v roce 2018. Hráči v ní přebírají roli lesních zvířat (veverky, želvy, ježci, myši) a za pomoci čtyř hlavních surovin (lesní plody, oblázky, pryskyřice, větvičky) se snaží postavit co největší město. Vyhrává vždy hráč s největším počtem bodů. Hra je určena starším hráčům, od 13 let.

## Nezávislá posouzení
- Server Ráj her ocenil hru v zásadě pozitivně, jako nadprůměrnou, s výhradami především ke složení herního materiálu a k vysoké ceně.[1]
- V recenzi Jakuba Němce pro alza.cz převažují výrazně klady nad zápory (jediným).[2]
- V roce 2018 byla na Gen Conu vybrána mezi nejlepší hry[3] a obecně si vysloužila velmi pozitivní recenzi (rating 9/10).[4]

## Obsah hry

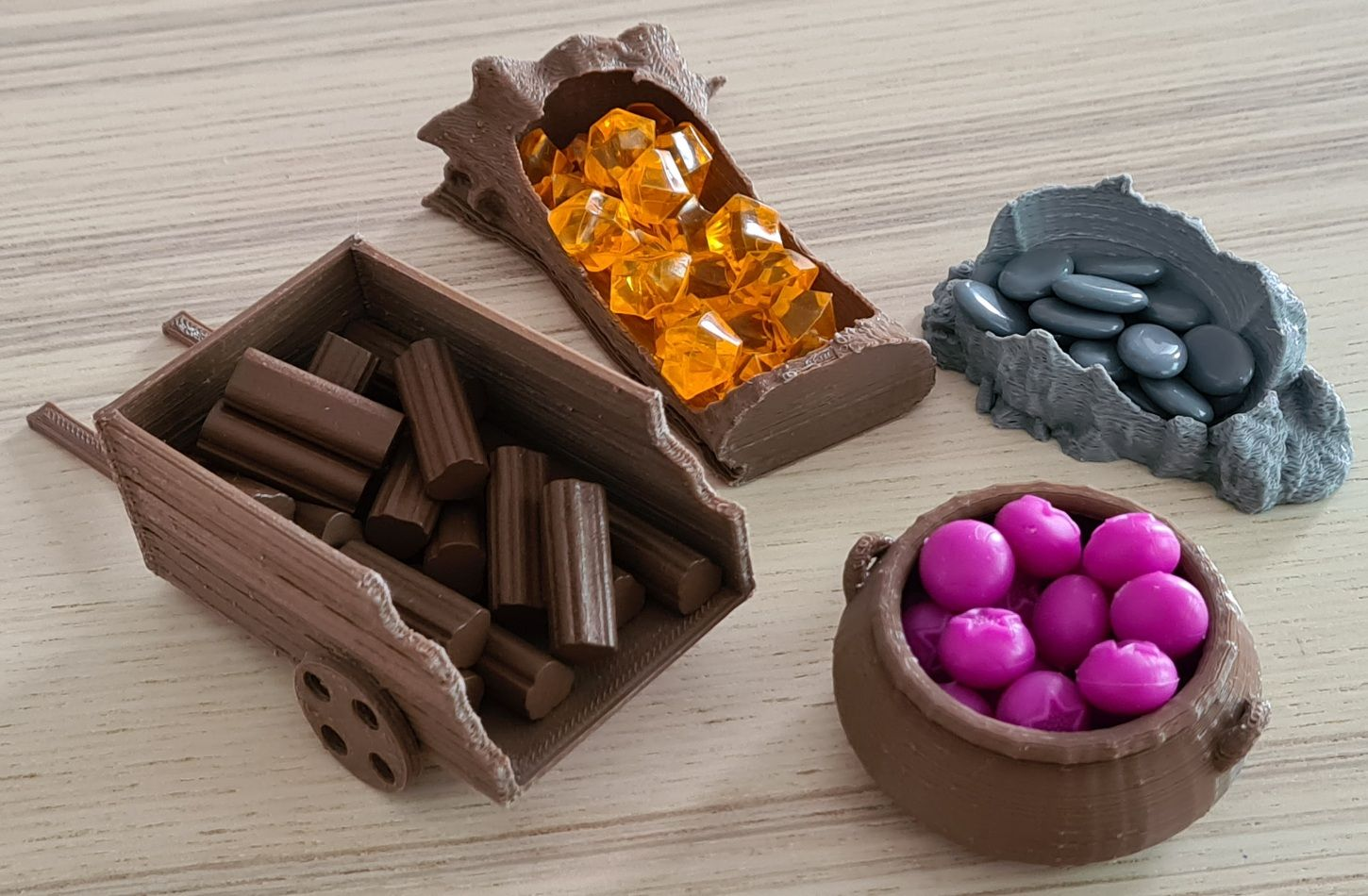
komponenty ke hře Divukraj (větvičky, pryskyřice, oblázky, lesní plody)

- 128 karet tvorů a staveb (48 unikátních karet)
- 16 kartiček událostí
- 11 kartiček lesa
- 30 lesních plodů
- 30 větviček
- 25 pryskyřice
- 20 oblázků
- 30 žetonů bodů
- 20 žetonů "obsazeno"
- 24 dřevěných figurek
- 1 osmistěnná kostka
- 1 hrací deska, Skládací strom a dílky počátečních událostí[5]

## Příprava hry
Hra začíná rozložením herní desky a složením skládacího stromu. Podél řeky se rozmístí suroviny. Na levý konec patří větvičky, za nimi následuje pryskyřice, dále oblázky a na konec pravé strany přijdou lesní plody. Složený strom položíme na desku. Na jeho nejvyšší patro přijdou zvířecí pomocníci, které si tu, vždy po přechodu do jiného ročního období, budeme dobírat. Na spodní listy stromu přijdou kartičky se speciálními událostmi. Podél louky rozestavíme kartičky lesa, jejich počet se odvíjí od množství hráčů (2 hráči - 3 karty, 3-4 hráči - 4 karty). Na louky, tedy středový bod hrací desky dáme osm karet. Hráčům rozdáme karty tímto způsobem 1. hráč - 5 karet, 2. hráč - 6 karet, 3. hráč - 7 karet, 4 hráč - 8 karet. Hráč s nejmenším počtem karet vždy začíná. 

## Rozšíření hry
Hra je dále rozšiřována:
- Divukraj: Skalověží (2019)
- Divukraj: Zvonkobraní (2019)
- Divukraj: Nový Lístkovec (2022)
- Divukraj: Perlava (2019)
- Everdell: Mistwood (2022)

Na hru Divukraj navazuje hra Divukraj Dálava (Everdell: Farshore), kterou v roce 2024 bylo možno jen předobjednat.